# Gary Wolstenholme
Gary Wolstenholme MBE (Egham, 21 augustus 1960) werd wel de 'eeuwige amateur' genoemd.

## Amateur
Wolstenholme is de zoon van Guy Wolstenholme, een professional golfer. Hij groeide op in Surrey. Hij heeft over de hele wereld amateurs kampioenschappen gewonnen, inclusief tweemaal het Brits Amateur, het meeste vooraanstaande toernooi in Europa.

#### Gewonnen
- 1991: The Amateur Championship op Ganton
- 1993: Chinese Amateur
- 1995: United Arab Emirates Amateur, British Mid-Amateur
- 1996: British Mid-Amateur, Fins Amateur
- 1997: Welsh Amateur (strokeplay)
- 1998: British Mid-Amateur
- 2000: Sherry Cup (individueel)
- 2001: Sherry Cup (individueel)
- 2002: Berkhamsted Trophy, South African Amateur Strokeplay Championship
- 2003: The Amateur Championship op Royal Troon
- 2007:  New South Wales Amateur

#### Teams
- Walker Cup: 1995 (winnaars), 1997, 1999 (winnaars), 2001 (winnaars), 2003 (winnaars), 2005 (tie)
- Eisenhower Trophy: 1998 (winnaars)

## Professional
Op 48-jarige leeftijd verloor hij zijn baan en besloot alsnog professional te worden. Het lukte hem niet via de Tourschool toegang tot de Europese PGA Tour te krijgen. Hij speelt nu op de Europese Senior Tour.
In 2007 verloor hij de play-off om mee te mogen spelen op het US Open maar in 2008 lukte het hem zich te kwalificeren. Hij miste de cut maar vond het een fantastische ervaring om met Ernie Els en Tiger Woods op de drivingrange te staan, en een oefenronde te spelen met Paul Casey en Nick Dougherty.
In 2009 kwalificeerde hij zich voor de Seniors Tour van 2010, het jaar waarin hij vijftig jaar werd. In 2010 kwam zijn autobiografie uit: The Long and The Short of it. In 2011 werd hij Rookie of the Year.
In 2012 won hij twee van de eerste drie seniorentoernooien.

### Gewonnen
- 2010: Casa Serena Open
- 2011: ISPS Handa Australian Senior Open
- 2012: Mallorca Senior Open, Benahavis Senior Masters

## Onderscheiden
In 2007 werd Wolstenholme op Buckingham Palace onderscheiden met de benoeming tot Lid in de Orde van het Britse Rijk vanwege zijn bijdrage aan sport.